# Katona Gyula (matematikus)

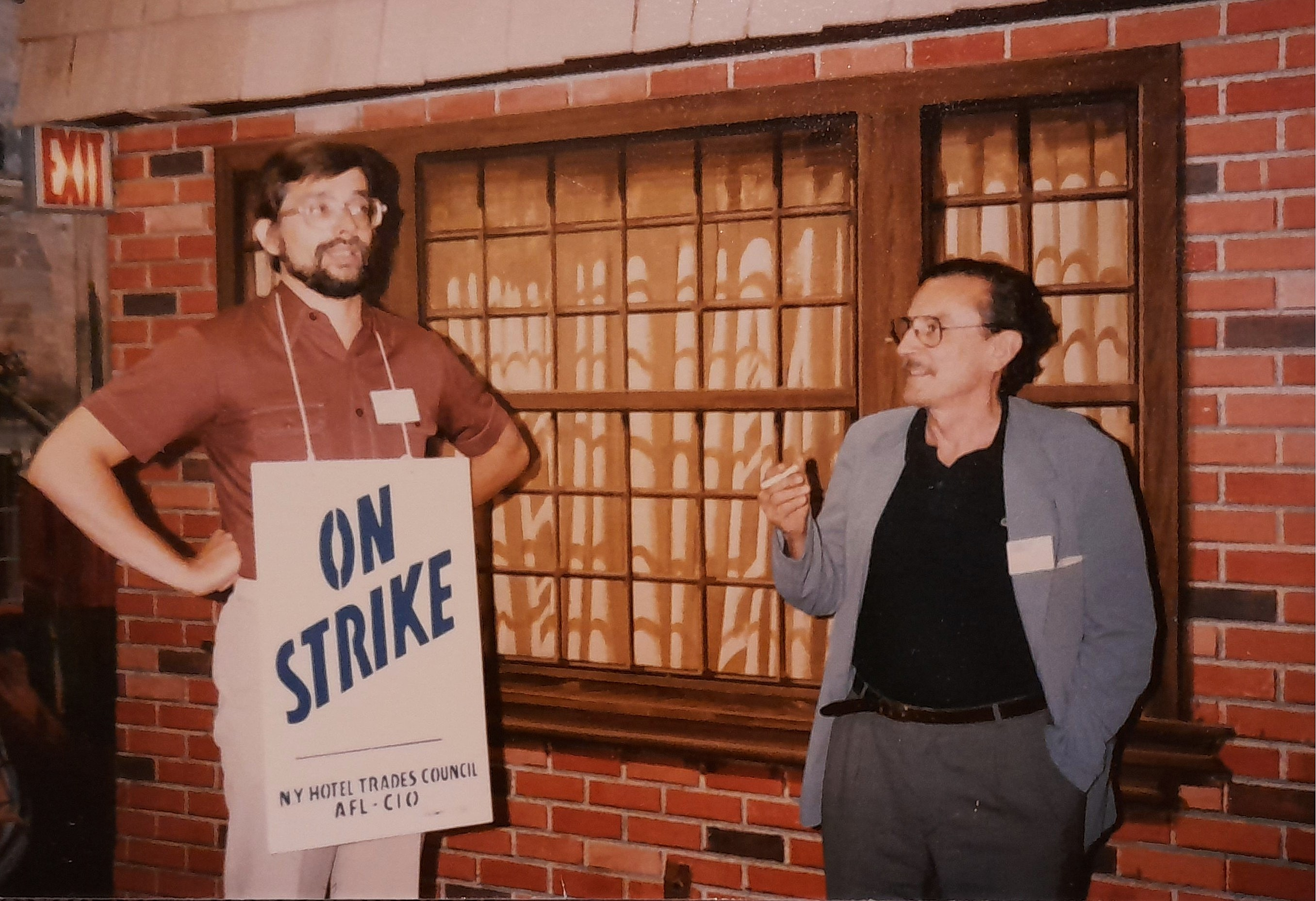
Katona Gyula (egy színházi kellékkel) és Claude Berge 1985-ben New Yorkban
(Hujter Mihály felvétele)

Katona Gyula (angol nyelvű publikációkban G. O. H. Katona) (Budapest, 1941. március 16. –) Széchenyi-díjas magyar matematikus, a Magyar Tudományos Akadémia rendes tagja. A kombinatorika és az extremális halmazrendszerek neves kutatója. 1996 és 2006 között az MTA Rényi Alfréd Matematikai Kutatóintézete igazgatója.

## Életpályája
1959-ben érettségizett, majd felvették az Eötvös Loránd Tudományegyetem Természettudományi Karának matematika szakára, ahol 1964-ben szerzett matematikus diplomát. 1968-ban védte meg egyetemi doktori disszertációját. Diplomájának megszerzése után a Távközlési Kutatóintézetben kapott állást munkatársi rangban. 1966-ban került az MTA Matematikai Kutatóintézetébe (ma: Rényi Alfréd Matematikai Kutatóintézet). Az intézetben különböző pozíciókat látott el, majd 1996-ban átvette az igazgatói tisztséget. A kutatóintézetet 2006-ig vezette. Ekkor kutatóprofesszori megbízást kapott. Kutatóintézeti állás mellett mellékállásban 1964-től az Eötvös Loránd Tudományegyetem oktat. Számos külföldi intézményben volt vendégkutató, vendégprofesszor: Coloradói Állami Egyetem (1978–1979), a Szovjet Tudományos Akadémia Matematikai Intézete (1979), Kaliforniai Egyetem, San Diego (1985–1986), Dél-Karolinai Egyetem (1998, 2004, 2007).
1972-ben védte meg a matematikai tudományok kandidátusi, 1982-ben akadémiai doktori értekezését. Az MTA Matematikai, valamint Informatika- és Számítástudományi Bizottságának lett tagja. 1995-ben választották meg a Magyar Tudományos Akadémia levelező, 2001-ben rendes tagjává. Az Akadémiai Kutatóhelyek Tanácsában is dolgozott. Az Európai Tudományos Akadémia és a Bolgár Tudományos Akadémia is felvette tagjai sorába.
1990 és 1996 között a Bolyai János Matematikai Társulat főtitkára volt, majd vezetőségi tagjává választották. Az Acta Mathematica Hungarica, az Alkalmazott Matematikai Lapok, a Combinatorica, a Discrete Mathematics, a Journal Statistical Planning and Inference, a Studia Scientiarum Mathematicarum Hungaricum és a Random Structures and Algorithm című tudományos szakfolyóiratok szerkesztőbizottságába is bekerült.
Kutatási területe a kombinatorika, elsősorban extremális halmazrendszerek. Emellett foglalkozik valószínűségszámítással, információelmélettel és számítástudományi kérdésekkel is. Híres eredménye a Kruskal–Katona-tétel. Számos tanítványa között van Frankl Péter és Füredi Zoltán.

## Családja
1964-ben nősült, felesége Virág Ildikó. Házasságukból két fiúgyermekük született. Idősebb fia, ifj. Katona Gyula a matematikai tudományok kandidátusa.

## Díjai, elismerései
- Grünwald Géza-díj (1967, 1969)
- Rényi-díj (1976)
- Szele Tibor-emlékérem (1987)
- Akadémiai díj (1989)
- Barátságért érdemrend (2000).[1]
- A Magyar Köztársasági Érdemrend tisztikeresztje (2004)
- Széchenyi-díj (megosztva, 2005)

## Főbb publikációi
- A Theorem of Finite Sets (1966, 1968)
- A Simple Proof of the Erdős–Ko–Rado Theorem (1972)
- Extremal Hypergraph Problems and Convex Halls (társszerző, 1985)
- A Survey of Some Combinatorial Results Concerning Functional Dependencies in Relational Databases (Demetrovics Jánossal, 1993)
- Kombinatorika és motivációk (1996)